# Norbi 2
Norbi 2 – drugi album studyjny Norbiego wydany w lipcu 1998 roku.
W kwietniu 1999 roku album został nominowany do Fryderyka w kategorii album roku dance & techno.

## Lista utworów
1. "Intro" – 0:23
2. "Norbi Superstar" – 3:50
3. "Wena" – 4:39
4. "Dotknij mnie jak motyl" (feat. Kuba Badach) – 5:44
5. "Indianka" – 4:31
6. "Nie zaczepiaj mnie" – 4:13
7. "Wszyscy razem" – 3:39
8. "Klon" – 3:17
9. "Rozkołysz się" – 4:03
10. "02.05." (feat. Marek Bałata) – 5:17
11. "W krainie jenotków" – 5:49

### bonusy
1. "Pierwsze Kochanie" – 3:16
2. "Choinka Norbiego" – 3:54